# Plinia clausa
Plinia clausa är en myrtenväxtart som beskrevs av Mcvaugh. Plinia clausa ingår i släktet Plinia och familjen myrtenväxter. Inga underarter finns listade i Catalogue of Life.